# فيكتور وونغ
فيكتور وونغ هو مغني ماليزي، ولد في 26 فبراير 1972 في كوالالمبور في ماليزيا.

## وصلات خارجية
- فيكتور وونغ على موقع IMDb (الإنجليزية)
- فيكتور وونغ على موقع ميوزك برينز (الإنجليزية)
- فيكتور وونغ على موقع قاعدة بيانات الفيلم (الإنجليزية)